# Proctoporus guentheri
Proctoporus guentheri là một loài thằn lằn trong họ Gymnophthalmidae. Loài này được Boettger mô tả khoa học đầu tiên năm 1891.